# NGC 5967
NGC 5967 é uma galáxia espiral barrada (SBc) localizada na direcção da constelação de Apus. Possui uma declinação de -75° 40' 23" e uma ascensão recta de 15 horas, 48 minutos e 16,0 segundos.
A galáxia NGC 5967 foi descoberta em 7 de Junho de 1836 por John Herschel.